# 5 Dywizjon Żandarmerii
5 Dywizjon Żandarmerii (5 dżand) – oddział żandarmerii Wojska Polskiego.

## Historia dywizjonu
5 dywizjon żandarmerii wraz z podporządkowanymi pododdziałami stacjonował na terenie Okręgu Korpusu Nr V (dowództwo dyonu w Krakowie oraz plutony Kraków I, Kraków II, Wadowice, Nowy Sącz, Tarnów, Katowice i Biała-Bielsko). Dowódca dywizjonu pełnił równocześnie funkcję szefa żandarmerii w Dowództwie Okręgu Korpusu Nr V w Krakowie.
Na początku 1924 służbę czynną w dywizjonie pełniło 16 oficerów żandarmerii i jeden porucznik administracji na stanowisku oficera kasowego. Dywizjon był oddziałem macierzystym dla dwóch oficerów zawodowych (mjr. żand. Zygmunta Manowardy i kpt. żand. Kazimierza Chodkiewicza) oraz dwóch oficerów rezerwy: płk. Władysława Polaszka i por. Ignacego Musiałkowskiego. Pułkownik Polaszek do 1918 pełnił służbę w Korpusie Żandarmerii dla Bośni i Hercegowiny. Był odznaczony m.in. Krzyżem Zasługi Wojskowej 3 klasy z dekoracją wojenną i mieczami.
Do 20 marca 1924 zostały zlikwidowane plutony żandarmerii: Kraków II, Nowy Sącz, Tarnów i Wadowice, a w ich miejsce zostały zorganizowane posterunki żandarmerii. W tym samym miesiącu niżej wymienieni oficerowie zostali przeniesieni z korpusu oficerów żandarmerii do korpusu oficerów piechoty z równoczesnym wcieleniem do 20 pp: kpt. żand. Ferdynand Paweł Kruger, por. żand. Marian II Szulc (dowódca plutonu żand. Tarnów) i por. żand. Stanisław Stefan Neisser (dowódca plutonu żand. Nowy Sącz) oraz do korpusu oficerów jazdy z równoczesnym wcieleniem do 8 pułku ułanów: kpt. żand. Tadeusz Konrad Kostkiewicz (dowódca plutonu żand. Wadowice).
29 kwietnia 1925 w Krakowie zmarł ppłk żand. Karol Jan Dobrowolski, komendant kadry szwadronu zapasowego.
17 lutego 1928 minister spraw wojskowych zatwierdził dzień 1 grudnia, jako datę święta dywizjonu.
12 grudnia 1935 minister spraw wojskowych unieważnił dotychczasową datę święta dywizjonu oraz zatwierdził dzień 13 czerwca, jako datę święta żandarmerii.
W 1938 utworzony został pluton żandarmerii Kraków II, któremu podporządkowane zostały posterunki w Bochni, Tarnowie i Dębicy.
Jednostka nie posiadała sztandaru i odznaki pamiątkowej. Oficerowie i podoficerowie od 1931 mogli otrzymać odznakę pamiątkową Żandarmerii. W 1939 zamierzano wprowadzić do użytku „Znak Służbowy Żandarmerii”. Znaki miały być numerowane. Dla 5 dżand przewidziano numery od 5000 do 5999.
W dwudziestoleciu międzywojennym służbę w dywizjonie pełnili m.in. kapitanowie Józef Bay, Bronisław Borelowski, Jakub Marian Herchenreder, Tadeusz Kurzeja, Tadeusz Miś i Władysław Segda oraz porucznicy: Franciszek Flatau, Konstanty Heumann, Jan Niedziołek, Tadeusz Nisiewicz-Dobrzański i Zygmunt Żytomirski.

## Organizacja pokojowa i dyslokacja 5 dżand. w 1939
- Dowództwo dyonu w Krakowie, ul. Warszawska 24
- pluton żandarmerii Kraków I, ul. Warszawska 24
  - posterunek żandarmerii Rakowice przy 2 Pułku Lotniczym
  - posterunek żandarmerii Kłaj
- pluton żandarmerii Kraków II, ul. Wielicka 2[18]
  - posterunek żandarmerii Bochnia
  - posterunek żandarmerii Tarnów
  - posterunek żandarmerii Dębica
  - posterunek żandarmerii Nowy Sącz[19]
  - posterunek żandarmerii Zakopane[20]
- pluton żandarmerii Katowice, ul. Francuska 49
  - posterunek żandarmerii Będzin
  - posterunek żandarmerii Chorzów[21]
  - posterunek żandarmerii Lubliniec
  - posterunek żandarmerii Tarnowskie Góry
- pluton żandarmerii Bielsko

## Mobilizacja w 1939
5 Dywizjon Żandarmerii był jednostką mobilizującą. Podobnie plutony żand. Bielsko i Katowice, które posiadały własne tabele mobilizacyjne. Zgodnie z uzupełnionym planem mobilizacyjnym „W” 5 dżand. w Krakowie mobilizował w mobilizacji niejawnej, w grupie jednostek oznaczonych kolorem żółtym, plutony piesze żandarmerii nr 6, 66 i 123, pluton konny żandarmerii nr 5 i pluton krajowy żandarmerii „Kraków”. Natomiast w I rzucie mobilizacji powszechnej plutony piesze żandarmerii nr 56, 124 i 125, pluton konny żandarmerii nr 58 oraz pluton krajowy żandarmerii „Tarnów”. Pluton Żandarmerii „Katowice” mobilizował w Katowicach, w mobilizacji niejawnej plutony piesze żandarmerii nr 23 (grupa „żółta”) i 32 (grupa „niebieska”).
W dniach 24 i 25 sierpnia 1939 w Bielsku, Katowicach i Krakowie zostały zmobilizowane wszystkie pododdziały żandarmerii należące do grupy „żółtej” i „niebieskiej”:
- pluton pieszy żandarmerii nr 6 pod dowództwem ppor. żand. rez. Leona Czarkowskiego został przydzielony do 6 Dywizji Piechoty[24],
- pluton pieszy żandarmerii nr 66 został przydzielony do rezerwowej 55 Dywizji Piechoty,
- pluton pieszy żandarmerii nr 123 dla Kwatery Głównej Armii „Kraków”,
- pluton pieszy żandarmerii nr 124 pod dowództwem ppor. żand. rez. Barana[25][e],
- pluton konny żandarmerii nr 5 pod dowództwem kpt. żand. Zbigniewa Stefana Kędzierskiego został przydzielony do Krakowskiej Brygady Kawalerii[29][30],
- pluton pieszy żandarmerii nr 23 pod dowództwem por. żand. Karola Kaszyckiego został przydzielony do 23 Dywizji Piechoty[31][32],
- pluton pieszy żandarmerii nr 32 został przydzielony do Grupy Fortecznej Obszaru Warownego „Śląsk”,
- plutony krajowe żandarmerii „Kraków” i „Tarnów” zostały oddane do dyspozycji dowódcy Okręgu Korpusu Nr V.

31 sierpnia 1939 w Krakowie rozpoczęto formowanie plutonów żandarmerii przynależnych do I rzutu mobilizacji powszechnej. Organizacja tych pododdziałów miała być zakończona 4 dnia mobilizacji powszechnej, czyli 3 września 1939:
- pluton pieszy żandarmerii nr 56 miał wejść w skład rezerwowej 45 Dywizji Piechoty, która nie zdołała się w całości zmobilizować i nie działała jako wielka jednostka[33].

## Kampania wrześniowa 1939
Po południu 3 września 1939 z Krakowa wyruszyła kolumna w składzie Oddziału Nadwyżek 5 dżand. kapitana Leona Terleckiego oraz czterech plutonów żandarmerii:
- plutonu pieszego żandarmerii nr 56 pod dowództwem ppor. rez. Zygmunta Józefa Sławikowskiego[34],
- plutonu pieszego żandarmerii nr? pod dowództwem ppor. Biernackiego,
- plutonu konnego żandarmerii nr 58 pod dowództwem ppor. Jerzego Rudzkiego,
- plutonu krajowego żandarmerii „Tarnów” pod dowództwem ppor. rez. Włodzimierza Szarana[35].

Kolumna maszerowała przez Wieliczkę i Bochnię w kierunku Tarnowa. Do Tarnowa zostały skierowane plutony poruczników Szarana i Rudzkiego. Pozostałe pododdziały 7 września dotarły do Żabna. Z Żabna kolumna pomaszerowała do Szczucina. Tam pluton porucznika Biernackiego został oddany do dyspozycji jednej z dywizji piechoty.

## Kadra żandarmerii okręgu generalnego i dywizjonu
Dowódcy dywizjonu
- mjr żand. Julian Sas-Kulczycki (17 XI – XII 1918)
- gen. ppor. Eugeniusz Dąbrowiecki (XII 1918 – 20 V 1919)
- płk żand. Emil Tintz (20 V – 1 XII 1919)
- płk żand. Rudolf Andryszczak (od 1 XII 1919)
- mjr / ppłk żand. Adam Werner (17 III 1927[36] – 26 IV 1928 → praktyka poborowa w PKU Kraków Miasto[37])
- mjr żand. Roman Leon Stadnicki (26 IV 1928[37][38] – II 1932)
- ppłk żand. Tadeusz Jan Podgórski (23 III 1932[39] – 30 IX 1934 → stan spoczynku[40])
- ppłk żand. dr Alfred Riesser (1934[41] – 30 VIII 1939)

Zastępcy dowódcy dywizjonu (od 1938 – I zastępca dowódcy)
- mjr żand. dr Jan Rataj (do IV 1925[42])
- mjr żand. Adam Werner (od VII 1925[43])
- mjr żand. Aleksander Seweryn Marian Geringer (do 23 XII 1929 → p.o. kierownika Referatu I PKU Pszczyna[44][45])
- mjr żand. Władysław Hercok (do 1934 → zastępca dowódcy 1 dżand.)
- kpt. / mjr żand. Julian Szczerba (1934-1939)

Obsada personalna 5 dżand w marcu 1939
- dowódca – ppłk żand. dr Alfred Riesser
- I zastępca dowódcy – mjr żand. Julian Szczerba
- II zastępca dowódcy (kwatermistrz) – kpt. żand. Józef Wamsiedl[f] (od XII 1929[50])
- adiutant – por. żand. Józef Basiaga (po kampanii wrześniowej w Oflagu VII A Murnau)
- oficer mobilizacyjny – kpt. żand. Leon Wawrzyniec Terlecki
- oficer śledczy – kpt. żand. Stanisław Marian Goliński[g]
- oficer do zleceń – por. żand. Stanisław Polita[h]
- oficer gospodarczy – por. int. Tadeusz Antoni Kawiński
- dowódca plutonu Kraków – kpt. żand. Zbigniew Stefan Kędzierski
- dowódca plutonu Katowice – mjr żand. Rudolf Klemens (27 X 1935 – 29 VI 1939)

## Dziedzictwo tradycji 5 Dywizjonu Żandarmerii
18 marca 2015 weszła w życie decyzja Nr 56/MON Ministra Obrony Narodowej z dnia 26 lutego 2015 w sprawie przejęcia przez Oddział Żandarmerii Wojskowej w Krakowie dziedzictwa tradycji 5 dywizjonu żandarmerii (1920–1939).